# Enrico Gasparotto
Enrico Gasparotto (født 22. marts 1982) er en italiensk tidligere professionel landevejsrytter, som senest kørte World Tour-holdet NTT Pro Cycling. Han indstillede karrieren i slutningen af 2020.
Da Enrico Gasparotto i 2007 kørte for Liquigas, kom han på første etape af Giro d'Italia 2007 i den rosa førertrøje på holdtidskørselen.